# 徳島県第1区
徳島県第1区（とくしまけんだい1く）は、日本の衆議院における選挙区。1994年の公職選挙法改正で設置。

## 区域

### 現在の区域
2013年（平成25年）公職選挙法改正以降の区域は以下のとおりである。2013年には第3区の廃止に伴い、区割が大きく見直しされた。
- 徳島市
- 小松島市
- 阿南市
- 勝浦郡
- 名東郡
- 名西郡
- 那賀郡
- 海部郡

### 2002年から2013年までの区域
2002年（平成14年）公職選挙法改正から2013年の小選挙区改定までの区域は以下のとおりである。※旧区域（2）
- 徳島市
- 名東郡

### 2002年以前の区域
1994年（平成6年）公職選挙法改正から2002年の小選挙区改定までの区域は以下のとおりである。※旧区域（1）
- 徳島市
- 名東郡
- 板野郡
  - 松茂町

## 歴史
仙谷由人が小選挙区制最初の選挙で国政に復帰して以来、強固な地盤を生かして選挙区の議席を守り続けていた。第41回〜第44回においては自民党が強い四国の小選挙区で唯一民主党が獲得した選挙区である。自民党は岡本芳郎と七条明がコスタリカ方式で交互に立候補したが、選挙区では敗れる状態が続いており（第44回では七条は郵政民営化に反対した山口俊一への刺客として2区から立候補し比例復活）、第45回は連続で岡本が立候補したが比例復活もできなかった。しかし第46回では自身の尖閣諸島中国漁船衝突事件への対応や自衛隊に対する不適切な国会答弁が問題になり、新人の福山守が約2万票差をつけて選挙区で当選し、仙谷は比例復活もできずに落選。民主党の大敗の象徴としてマスコミに大きく取り上げられた。
第47回は県内定数減に伴い、旧1区に美馬市南部・吉野川市・美馬郡を除く旧3区が吸収された新選挙区で争われた。福山が比例単独（比例順位で優遇された）に回り、仙谷は不出馬となったため、旧3区の後藤田正純対仁木博文の対決がそのまま持ち込まれた形となり、後藤田が旧3区から連続当選となった。48回でも希望の党所属となった仁木を破り後藤田が再選。
第49回では共産は候補を立てず、仁木は無所属で立候補。また日本維新の会が徳島県内の小選挙区に初めて候補を立て、無所属候補を含めた4人での戦いとなった。事前の県内選挙での対応などにより後藤田と自民徳島県連との対立が発生した隙を突く形で、仁木が旧3区時代を通じて選挙区で初勝利し、返り咲いた。後藤田、および維新から立候補した吉田知代は（吉田は比例復活が可能となる得票率10％を僅かに上回った）共に比例復活した。なお、福山はこの選挙で比例順位優遇が行われなくなり、順位が選挙区との重複立候補者より下位となった影響で落選した。
その後、後藤田が徳島県知事に転身。仁木は当選後所属していた野党系無所属会派有志の会を退会し自民党へ入党。事実上後藤田の後継に収まった。第50回では与党候補となった仁木が連続当選し、立憲民主党公認の高橋永が比例復活となった。なお吉田は前回より得票率を伸ばしたが、維新が比例四国ブロックで議席を獲得できなかったこともあり落選した。

## 小選挙区選出議員
| 選挙名                 | 年                 | 当選者     | 党派       | 備考        |
| ---------------------- | ------------------ | ---------- | ---------- | ----------- |
| 第41回衆議院議員総選挙 | 1996年（平成8年）  | 仙谷由人   | 民主党     | 旧区域（1） |
| 第42回衆議院議員総選挙 | 2000年（平成12年） | 仙谷由人   | 民主党     | 旧区域（1） |
| 第43回衆議院議員総選挙 | 2003年（平成15年） | 仙谷由人   | 民主党     | 旧区域（2） |
| 第44回衆議院議員総選挙 | 2005年（平成17年） | 仙谷由人   | 民主党     | 旧区域（2） |
| 第45回衆議院議員総選挙 | 2009年（平成21年） | 仙谷由人   | 民主党     | 旧区域（2） |
| 第46回衆議院議員総選挙 | 2012年（平成24年） | 福山守     | 自由民主党 | 旧区域（2） |
| 第47回衆議院議員総選挙 | 2014年（平成26年） | 後藤田正純 | 自由民主党 |             |
| 第48回衆議院議員総選挙 | 2017年（平成29年） | 後藤田正純 | 自由民主党 |             |
| 第49回衆議院議員総選挙 | 2021年（令和3年）  | 仁木博文   | 無所属     |             |
| 第50回衆議院議員総選挙 | 2024年（令和6年）  | 仁木博文   | 自由民主党 |             |

## 選挙結果
時の内閣：第1次石破内閣 解散日：2024年10月9日 公示日：2024年10月15日
当日有権者数：35万661人 最終投票率：50.06%（前回比：5.87%） （全国投票率：53.85%（2.08%））
| 当落 | 候補者名 | 年齢 | 所属党派     | 新旧 | 得票数   | 得票率 | 惜敗率 | 推薦・支持 | 重複 |
| ---- | -------- | ---- | ------------ | ---- | -------- | ------ | ------ | ---------- | ---- |
| 当   | 仁木博文 | 58   | 自由民主党   | 前   | 85,386票 | 49.86% | ――     | 公明党推薦 | ○    |
| 比当 | 高橋永   | 49   | 立憲民主党   | 新   | 54,839票 | 32.02% | 64.22% |            | ○    |
|      | 吉田知代 | 49   | 日本維新の会 | 前   | 20,270票 | 11.84% | 23.74% |            | ○    |
|      | 久保孝之 | 61   | 日本共産党   | 新   | 8,454票  | 4.94%  | 9.90%  |            |      |
|      | 佐藤行俊 | 76   | 無所属       | 新   | 2,318票  | 1.35%  | 2.71%  |            | ×    |

- 久保は49回までは2区から立候補していた。

時の内閣：第1次岸田内閣 解散日：2021年10月14日 公示日：2021年10月19日
当日有権者数：36万2130人 最終投票率：55.93%（前回比：7.95%） （全国投票率：55.93%（2.25%））
| 当落 | 候補者名   | 年齢 | 所属党派     | 新旧 | 得票数   | 得票率 | 惜敗率 | 推薦・支持 | 重複 |
| ---- | ---------- | ---- | ------------ | ---- | -------- | ------ | ------ | ---------- | ---- |
| 当   | 仁木博文   | 55   | 無所属       | 元   | 99,474票 | 50.05% | ――     |            | ×    |
| 比当 | 後藤田正純 | 52   | 自由民主党   | 前   | 77,398票 | 38.94% | 77.81% |            | ○    |
| 比当 | 吉田知代   | 46   | 日本維新の会 | 新   | 20,065票 | 10.10% | 20.17% |            | ○    |
|      | 佐藤行俊   | 73   | 無所属       | 新   | 1,808票  | 0.91%  | 1.82%  |            | ×    |

- 後藤田は2023年1月5日に議員辞職した後、同年の徳島県知事選に立候補し当選。
- 仁木は後藤田の知事転身後、自民党徳島県連徳島1区支部長の公募に応募し[6]、2023年10月4日、同支部長に選任[7]。同月26日には自民党の麻生派に入会した[8]。

時の内閣：第3次安倍第3次改造内閣 解散日：2017年9月28日 公示日：2017年10月10日
当日有権者数：37万2695人 最終投票率：47.98%（前回比：0.96%） （全国投票率：53.68%（1.02%））
| 当落 | 候補者名   | 年齢 | 所属党派   | 新旧 | 得票数   | 得票率 | 惜敗率 | 推薦・支持 | 重複 |
| ---- | ---------- | ---- | ---------- | ---- | -------- | ------ | ------ | ---------- | ---- |
| 当   | 後藤田正純 | 48   | 自由民主党 | 前   | 90,281票 | 51.49% | ――     | 公明党推薦 | ○    |
|      | 仁木博文   | 51   | 希望の党   | 元   | 69,442票 | 39.60% | 76.92% |            | ○    |
|      | 山本千代子 | 68   | 日本共産党 | 新   | 15,622票 | 8.91%  | 17.30% |            |      |

時の内閣：第2次安倍改造内閣 解散日：2014年11月21日 公示日：2014年12月2日 最終投票率：48.94% （全国投票率：52.66%（6.66%））
| 当落 | 候補者名   | 年齢 | 所属党派   | 新旧 | 得票数   | 得票率 | 惜敗率 | 推薦・支持 | 重複 |
| ---- | ---------- | ---- | ---------- | ---- | -------- | ------ | ------ | ---------- | ---- |
| 当   | 後藤田正純 | 45   | 自由民主党 | 前   | 92,166票 | 52.03% | ――     | 公明党推薦 | ○    |
|      | 仁木博文   | 48   | 民主党     | 元   | 69,188票 | 39.06% | 75.07% |            | ○    |
|      | 古田元則   | 66   | 日本共産党 | 新   | 15,776票 | 8.91%  | 17.12% |            |      |

- 福山は比例四国ブロック単独で立候補し当選。

時の内閣：野田第3次改造内閣 解散日：2012年11月16日 公示日：2012年12月4日 （全国投票率：59.32%（9.96%））
| 当落 | 候補者名 | 年齢 | 所属党派   | 新旧 | 得票数   | 得票率 | 惜敗率 | 推薦・支持   | 重複 |
| ---- | -------- | ---- | ---------- | ---- | -------- | ------ | ------ | ------------ | ---- |
| 当   | 福山守   | 59   | 自由民主党 | 新   | 59,231票 | 53.19% | ――     | 公明党推薦   | ○    |
|      | 仙谷由人 | 66   | 民主党     | 前   | 39,402票 | 35.38% | 66.52% | 国民新党推薦 | ○    |
|      | 古田元則 | 64   | 日本共産党 | 新   | 12,724票 | 11.43% | 21.48% |              |      |

時の内閣：麻生内閣 解散日：2009年7月21日 公示日：2009年8月18日 （全国投票率：69.28%（1.77%））
| 当落 | 候補者名 | 年齢 | 所属党派   | 新旧 | 得票数   | 得票率 | 惜敗率 | 推薦・支持 | 重複 |
| ---- | -------- | ---- | ---------- | ---- | -------- | ------ | ------ | ---------- | ---- |
| 当   | 仙谷由人 | 63   | 民主党     | 前   | 76,764票 | 56.23% | ――     |            | ○    |
|      | 岡本芳郎 | 65   | 自由民主党 | 前   | 39,780票 | 29.14% | 51.82% |            | ○    |
|      | 岡佑樹   | 32   | 無所属     | 新   | 10,275票 | 7.53%  | 13.39% |            | ×    |
|      | 古田元則 | 61   | 日本共産党 | 新   | 8,313票  | 6.09%  | 10.83% |            | ○    |
|      | 近藤彰   | 27   | 幸福実現党 | 新   | 1,395票  | 1.02%  | 1.82%  |            |      |

- 岡は平沼グループ所属。後に徳島県議会議員へ。

時の内閣：第2次小泉改造内閣 解散日：2005年8月8日 公示日：2005年8月30日 （全国投票率：67.51%（7.65%））
| 当落 | 候補者名 | 年齢 | 所属党派   | 新旧 | 得票数   | 得票率 | 惜敗率 | 推薦・支持 | 重複 |
| ---- | -------- | ---- | ---------- | ---- | -------- | ------ | ------ | ---------- | ---- |
| 当   | 仙谷由人 | 59   | 民主党     | 前   | 68,026票 | 51.29% | ――     |            |      |
| 比当 | 岡本芳郎 | 61   | 自由民主党 | 前   | 54,843票 | 41.35% | 80.62% |            | ○    |
|      | 上村秀明 | 46   | 日本共産党 | 新   | 9,769票  | 7.37%  | 14.36% |            |      |

時の内閣：第1次小泉第2次改造内閣 解散日：2003年10月10日 公示日：2003年10月28日 （全国投票率：59.86%（2.63%））
| 当落 | 候補者名   | 年齢 | 所属党派   | 新旧 | 得票数   | 得票率 | 惜敗率 | 推薦・支持 | 重複 |
| ---- | ---------- | ---- | ---------- | ---- | -------- | ------ | ------ | ---------- | ---- |
| 当   | 仙谷由人   | 57   | 民主党     | 前   | 60,917票 | 52.98% | ――     |            | ○    |
| 比当 | 七条明     | 52   | 自由民主党 | 前   | 44,892票 | 39.05% | 73.69% |            | ○    |
|      | 山本千代子 | 54   | 日本共産党 | 新   | 9,164票  | 7.97%  | 15.04% |            |      |

- 岡本は比例四国ブロック単独で立候補し当選。七条は41回は比例四国ブロック単独立候補で落選後繰り上げ当選、42回は比例四国ブロック単独立候補で当選。

時の内閣：第1次森内閣 解散日：2000年6月2日 公示日：2000年6月13日 （全国投票率：62.49%（2.84%））
| 当落 | 候補者名 | 年齢 | 所属党派   | 新旧 | 得票数   | 得票率 | 惜敗率 | 推薦・支持 | 重複 |
| ---- | -------- | ---- | ---------- | ---- | -------- | ------ | ------ | ---------- | ---- |
| 当   | 仙谷由人 | 54   | 民主党     | 前   | 60,945票 | 47.32% | ――     |            | ○    |
|      | 岡本芳郎 | 56   | 自由民主党 | 新   | 41,628票 | 32.32% | 68.30% |            | ○    |
|      | 上村秀明 | 41   | 日本共産党 | 新   | 14,164票 | 11.00% | 23.24% |            |      |
|      | 太田宏美 | 56   | 無所属     | 新   | 12,068票 | 9.37%  | 19.80% |            | ×    |

時の内閣：第1次橋本内閣 解散日：1996年9月27日 公示日：1996年10月8日 （全国投票率：59.65%（8.11%））
| 当落 | 候補者名 | 年齢 | 所属党派   | 新旧 | 得票数   | 得票率 | 惜敗率 | 推薦・支持 | 重複 |
| ---- | -------- | ---- | ---------- | ---- | -------- | ------ | ------ | ---------- | ---- |
| 当   | 仙谷由人 | 50   | 民主党     | 元   | 47,057票 | 37.73% | ――     |            | ○    |
|      | 三木俊治 | 64   | 自由民主党 | 新   | 41,133票 | 32.98% | 87.41% |            | ○    |
|      | 太田宏美 | 53   | 新進党     | 新   | 23,684票 | 18.99% | 50.33% |            |      |
|      | 上村秀明 | 53   | 日本共産党 | 新   | 11,092票 | 8.89%  | 23.57% |            |      |
|      | 金丸昌弘 | 30   | 無所属     | 新   | 1,739票  | 1.39%  | 3.70%  |            | ×    |